# 화려한 대왈츠 (쇼팽)

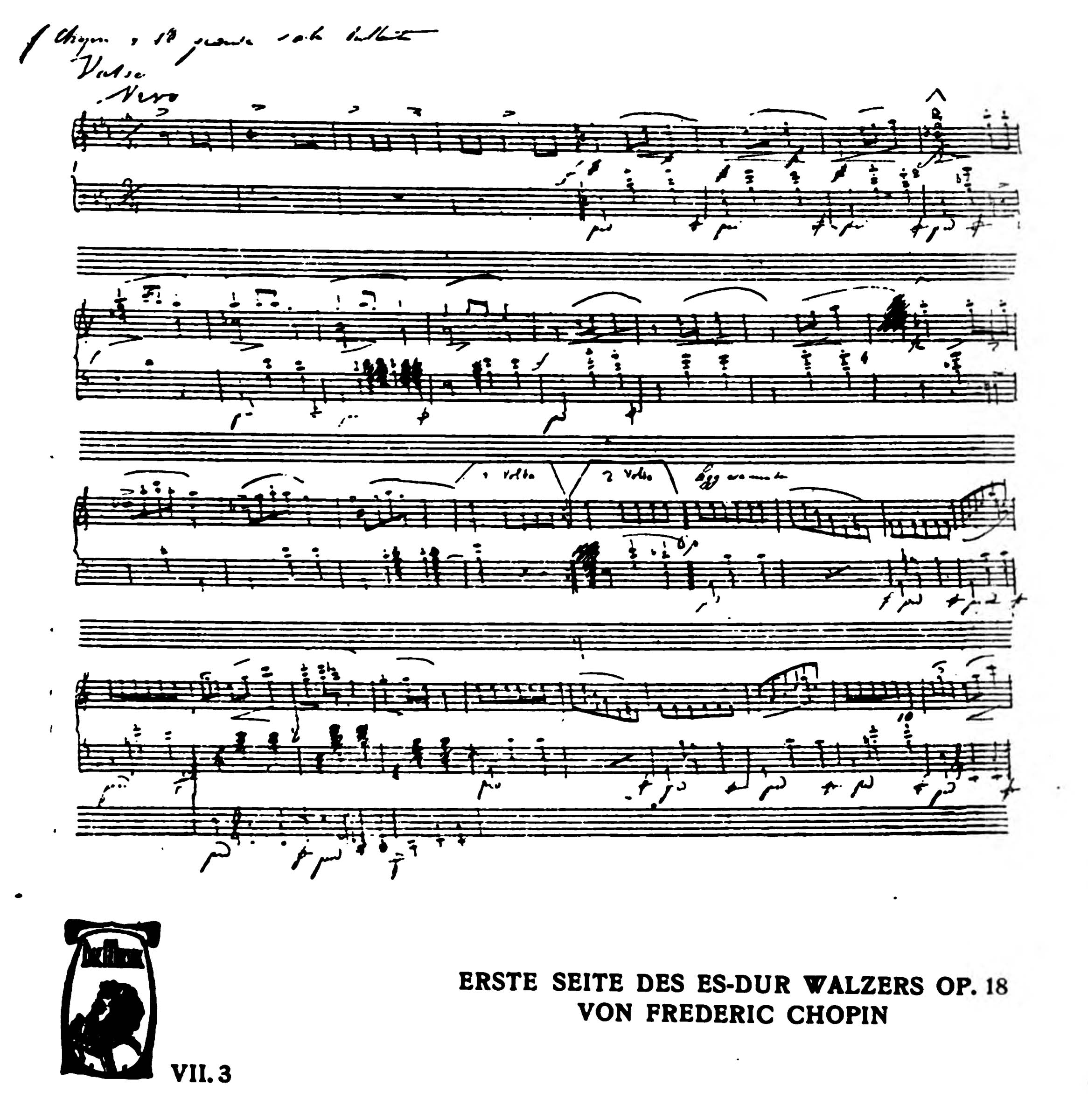

《화려한 대왈츠》라고 불리는 《왈츠 1번 내림 마장조 작품번호 18》는 프레데리크 쇼팽이 작곡한 피아노 작품이다.